# Fabian Schmutzler
Fabian Schmutzler (* 19. Oktober 2005 in Frankfurt am Main) ist ein deutscher Dartspieler. Im November 2021 qualifizierte er sich im Alter von 16 Jahren zum ersten Mal für die Darts-Weltmeisterschaft der PDC.

## Karriere
Schmutzler begann seine Dartskarriere im Jahr 2019 und konnte schnell Erfolge beim Hessischen Dart-Verband und auch beim Deutschen Dart-Verband erzielen. So spielt er aktuell in der Dart-Bundesliga für den ESV Blaugold Flörsheim und für die Nationalmannschaft des DDV.
Bei der PDC European Development Tour 2021 gab Schmutzler sein PDC-Debüt. Da er beim ersten Turnierwochenende der Serie noch nicht die Altersbeschränkung von 16 Jahren überschritten hatte, durfte er erst beim zweiten Wochenende vom 5. bis 7. November 2021 teilnehmen. Nachdem er im ersten Turnier direkt das Finale erreichte und noch Rusty-Jake Rodriguez unterlag, errang er am zweiten Tag beim Turnier Nummer 10 seinen ersten PDC-Titel, indem er im Finale mit 5:2 gegen Marcel Gerdon gewann. Auch beim Turnier Nummer 11 war er erfolgreich: Mit 5:2 siegte er über den Tour Card-Holder Adam Gawlas. Nachdem er beim letzten Turnier der Serie noch einmal das Halbfinale erreicht hatte, belegte er in der European Development Tour Order of Merit den zweiten Platz. Da der Erstplatzierte Rusty-Jake Rodriguez bereits über die PDC Pro Tour Order of Merit für die PDC World Darts Championship 2022 qualifiziert war, fiel dieser Startplatz an Schmutzler. Er ist damit der jüngste Deutsche und der zweitjüngste Spieler überhaupt in der Geschichte des Turniers.
Hierbei gelang Schmutzler der Gewinn von insgesamt drei Legs, was jedoch nicht reichte, um seinem Erstrundengegner Ryan Meikle einen Satz abzunehmen. Mit 0:3 schied Schmutzler aus dem Turnier aus.
Bei der PDC Qualifying School 2022 startete Schmutzler dank seiner Leistungen auf der PDC Development Tour direkt in der zweiten Runde, der Final Stage. Er erreichte dabei am letzten Tag das Halbfinale, jedoch reichte dies nicht aus, um sich eine Tour Card für die PDC Pro Tour zu erspielen.
In die Saison 2022 startete Schmutzler bei der PDC Development Tour, welche ab diesem Jahr wieder einheitlich für alle Spieler ausgetragen wird. Sein bestes Ergebnis erzielte Schmutzler im fünften Turnier, bei dem er das Viertelfinale erreichte. Eine Woche später qualifizierte er sich über den Host Nation Qualifier für die International Darts Open 2022. Hierbei unterlag er in Runde eins mit 2:6 gegen Daryl Gurney.
Insgesamt schloss Schmutzler die Development Tour 2022 auf Platz 39 ab. Über seine Platzierung in der PDC Order of Merit errang er daraufhin die Setzlistenposition Nummer 18 bei der PDC World Youth Championship 2022. Er unterlag jedoch in beiden Gruppenspielen seinen Gegnern Benjamin Drue Reus und Owen Maiden und schied somit aus. Von der PDC Europe erhielt Schmutzler kurz darauf eine Wildcard für die PDC Europe Super League, bei der er Anfang November debütierte. Er musste jedoch als Gruppenletzter bereits in Runde eins die Segel streichen.
Mitte Januar 2023 ging Schmutzler erneut bei der Q-School an den Start. Er spielte hierbei jedoch nur den zweiten Tag, ohne die Tourkarte direkt zu attackieren. Somit schied er bereits in der First Stage aus. Bei Challenge und Development Tour spielte er daraufhin ein schwächeres Jahr ohne das Erreichen der letzten 16.
Auch 2024 nahm Schmutzler bei der Q-School teil. Am zweiten Tag gewann er dabei ein Spiel, was jedoch nicht für einen Punkt in der Rangliste und damit auch nicht für den Einzug in die Final Stage reichte.
Als sein großes Vorbild bezeichnet er Raymond van Barneveld.

## Weltmeisterschaftsresultate

### PDC
- 2022: 1. Runde (0:3-Niederlage gegen  Ryan Meikle)

### PDC-Junioren
- 2021: Gruppenphase (4:3-Sieg gegen  Jurjen van der Velde, 3:4-Niederlage gegen  Rusty-Jake Rodriguez und 0:4-Niederlage gegen  Kevin Doets)
- 2022: Gruppenphase (1:5-Niederlage gegen  Benjamin Drue Reus und 3:5-Niederlage gegen  Owen Maiden)

## Titel

### PDC
- Secondary Tour Events
  - PDC Development Tour
    - PDC European Development Tour 2021: 10, 11